# Medaglia d'oro della Royal Astronomical Society

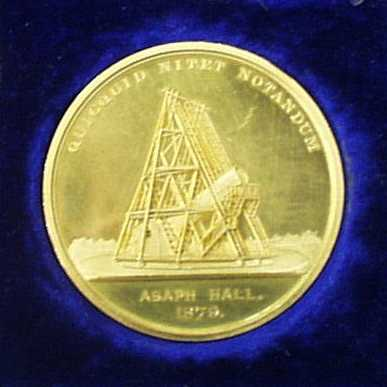
La medaglia d'oro assegnata a Asaph Hall.

La medaglia d'oro è la più alta onorificenza attribuita dalla Royal Astronomical Society in Inghilterra. La medaglia riproduce l'immagine del 40-foot telescope costruito da William Herschel e riporta la scritta in latino "QUICQUID NITET NOTANDUM" (tutto ciò che splende è da osservare).

## Storia

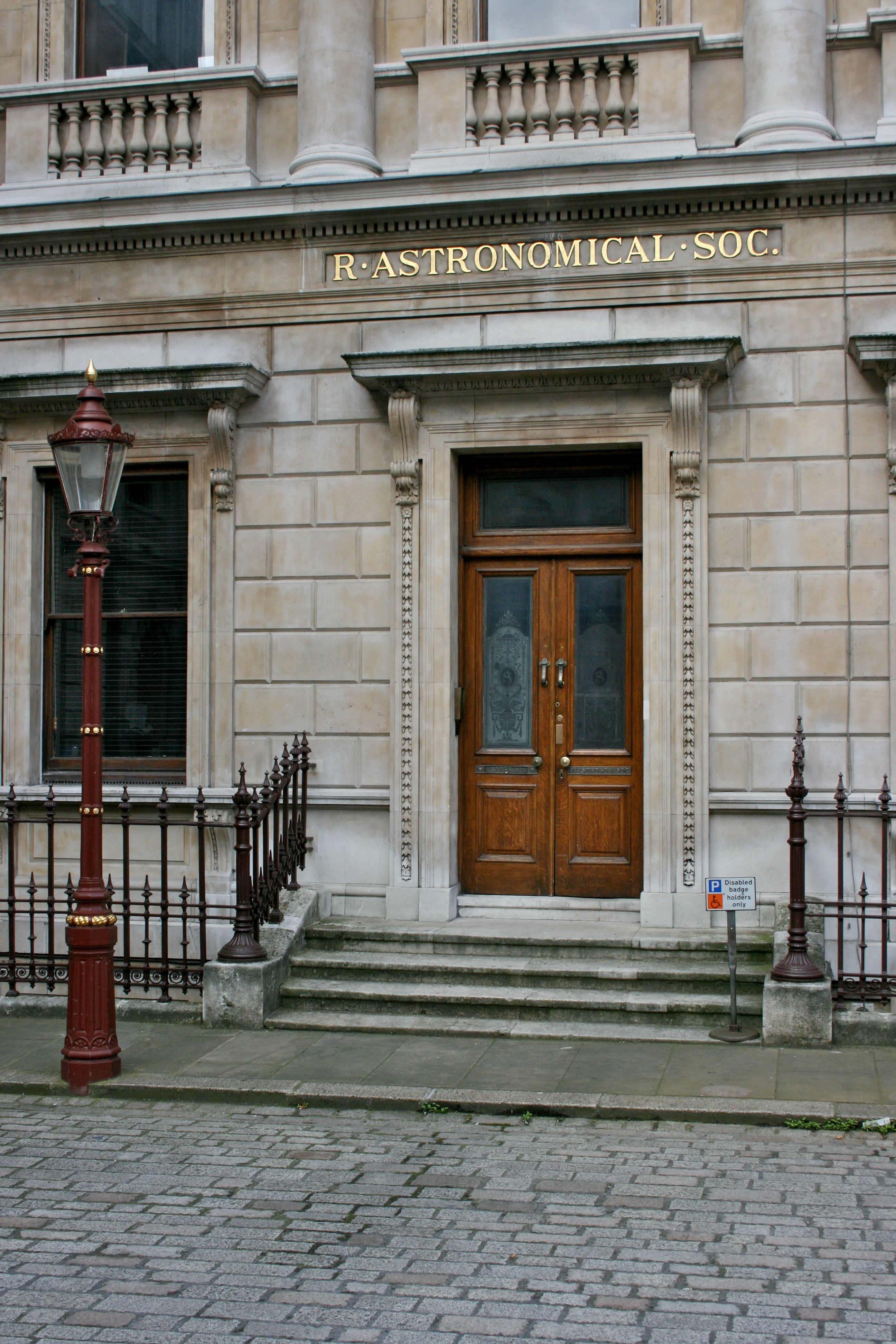
La sede della Royal Astronomical Society.

Nei primi anni venne assegnata anche più di una medaglia per anno, ma a partire dal 1833 si decise di attribuire un'unica onorificenza annuale. Questo causò una disputa in occasione della scoperta di Nettuno, nel 1846, quando molti ritennero che il premio si sarebbe dovuto suddividere equamente fra John Couch Adams e Urbain Le Verrier. In seguito alla controversia, nessun premio venne attribuito nel 1847.
La questione fu risolta con l'assegnazione, nel 1848, di 12 "medaglie testimoniali" a vari scienziati fra cui Adams e Le Verrier; nel 1849 la consegna della medaglia riprese secondo la tradizione con il limite di una per anno. Adams e Le Verrier ottennero la medaglia d'oro rispettivamente nel 1866 e nel 1868. Fu lo stesso Adams, in qualità di presidente di turno dell'associazione, a consegnare la medaglia a Le Verrier.
Dal 1964 è invalso l'uso di attribuire due onorificenze per anno, ma in due settori diversi, una nel campo dell'astronomia ed una nel campo della geofisica.

## Cronotassi dei premiati

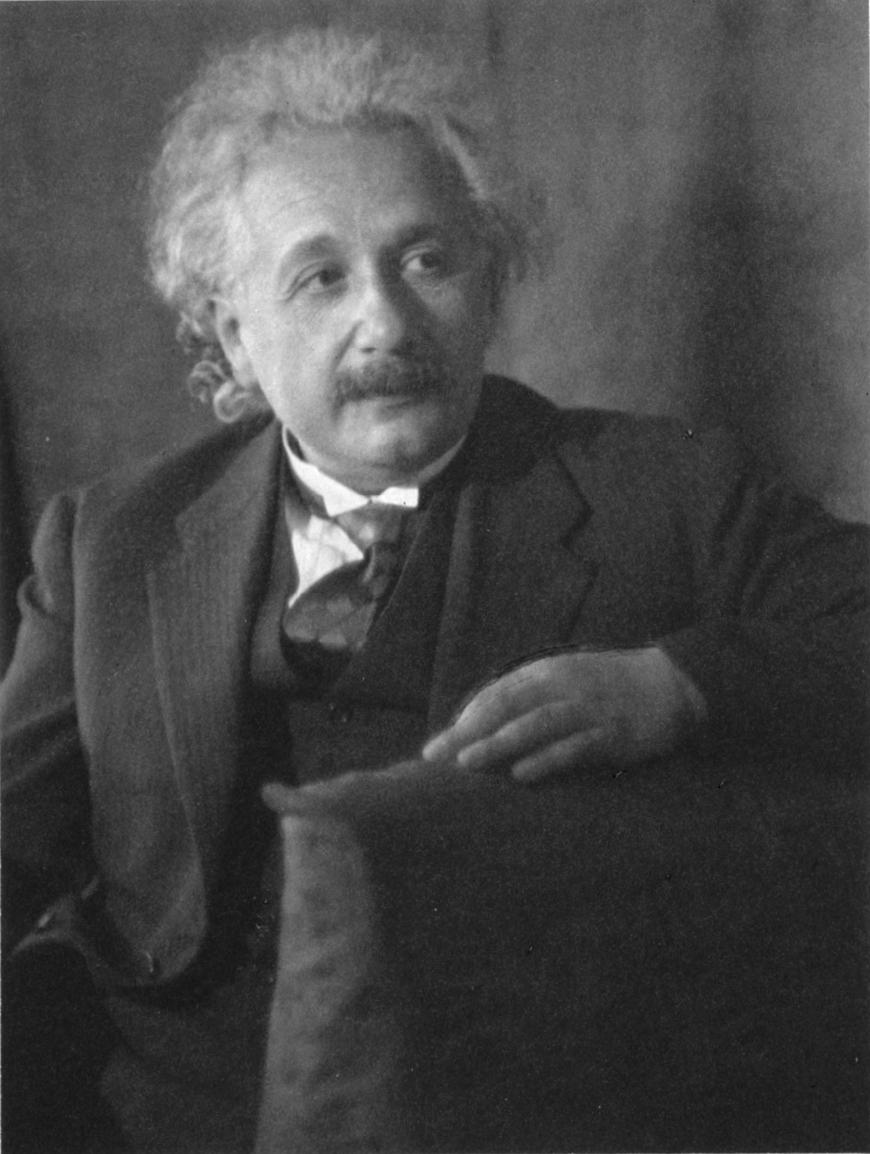
Albert Einstein ha ricevuto la Medaglia d'oro nel 1926.

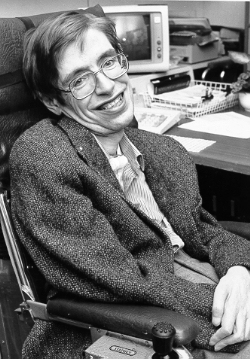
Stephen Hawking ha ricevuto la Medaglia d'oro nel 1985.

- 1824 Charles Babbage, Johann Franz Encke
- 1825 Non assegnata
- 1826 John Herschel, James South, Wilhelm Struve
- 1827 Francis Baily
- 1828 Thomas Brisbane, James Dunlop, Caroline Herschel[1]
- 1829 William Pearson, Friedrich Wilhelm Bessel, Heinrich Christian Schumacher
- 1830 William Richardson, Johann Franz Encke
- 1831 Henry Kater, Marie-Charles Damoiseau
- 1832 Non assegnata
- 1833 George Biddell Airy
- 1834 Non assegnata
- 1835 Manuel J. Johnson
- 1836 John Herschel
- 1837 Otto A. Rosenberger
- 1838 Non assegnata
- 1839 John Wrottesley
- 1840 Giovanni Antonio Amedeo Plana
- 1841 Friedrich Wilhelm Bessel
- 1842 Peter Andreas Hansen
- 1843 Francis Baily
- 1844 Non assegnata
- 1845 Capitan William Henry Smyth
- 1846 George Biddell Airy
- 1847 Non assegnata
- 1848 Non assegnata; rimpiazzata dalle "testimonial medals"
- 1849 William Lassell
- 1850 Otto Wilhelm von Struve
- 1851 Annibale de Gasparis
- 1852 Christian August Friedrich Peters
- 1853 John Russell Hind
- 1854 Charles Rümker
- 1855 William Rutter Dawes
- 1856 Robert Grant
- 1857 Heinrich Schwabe
- 1858 Robert Main
- 1859 Richard Christopher Carrington
- 1860 Peter Andreas Hansen
- 1861 Hermann Mayer Salomon Goldschmidt
- 1862 Warren de la Rue
- 1863 Friedrich Wilhelm August Argelander
- 1864 Non assegnata
- 1865 George Phillips Bond
- 1866 John Couch Adams
- 1867 William Huggins, William Allen Miller
- 1868 Urbain Le Verrier
- 1869 Edward James Stone
- 1870 Charles-Eugène Delaunay
- 1871 Non assegnata
- 1872 Giovanni Schiaparelli
- 1873 Non assegnata
- 1874 Simon Newcomb
- 1875 Heinrich Louis d'Arrest
- 1876 Urbain Le Verrier
- 1877 Non assegnata
- 1878 Ercole Dembowski
- 1879 Asaph Hall
- 1880 Non assegnata
- 1881 Axel Möller
- 1882 David Gill
- 1883 Benjamin Apthorp Gould
- 1884 Andrew Ainslie Common
- 1885 William Huggins
- 1886 Edward Charles Pickering, Charles Pritchard
- 1887 George William Hill
- 1888 Arthur Auwers
- 1889 Maurice Loewy
- 1890 Non assegnata
- 1891 Non assegnata
- 1892 George Darwin
- 1893 Hermann Carl Vogel
- 1894 Sherburne Wesley Burnham
- 1895 Isaac Roberts
- 1896 Seth Carlo Chandler
- 1897 Edward Emerson Barnard
- 1898 William Frederick Denning
- 1899 Frank McClean
- 1900 Henri Poincaré
- 1901 Edward Charles Pickering
- 1902 Jacobus C. Kapteyn
- 1903 German Ottovič Struve
- 1904 George Ellery Hale
- 1905 Lewis Boss
- 1906 William Wallace Campbell
- 1907 Ernest William Brown
- 1908 Sir David Gill
- 1909 Oskar Backlund
- 1910 Friedrich Küstner
- 1911 Philip Herbert Cowell
- 1912 Arthur Robert Hinks
- 1913 Henri-Alexandre Deslandres
- 1914 Max Wolf
- 1915 Alfred Fowler
- 1916 John L. E. Dreyer
- 1917 Walter Sydney Adams
- 1918 John Evershed
- 1919 Guillaume Bigourdan
- 1920 Non assegnata
- 1921 Henry Norris Russell
- 1922 James Hopwood Jeans
- 1923 Albert A. Michelson
- 1924 Arthur Eddington
- 1925 Sir Frank Watson Dyson
- 1926 Albert Einstein
- 1927 Frank Schlesinger
- 1928 Ralph Allan Sampson
- 1929 Ejnar Hertzsprung
- 1930 John Stanley Plaskett
- 1931 Willem de Sitter
- 1932 Robert Grant Aitken
- 1933 Vesto Slipher
- 1934 Harlow Shapley
- 1935 Edward Arthur Milne
- 1936 Hisashi Kimura
- 1937 Harold Jeffreys
- 1938 William Hammond Wright
- 1939 Bernard Lyot
- 1940 Edwin Hubble
- 1941 Non assegnata
- 1942 Non assegnata
- 1943 Harold Spencer Jones
- 1944 Otto Struve
- 1945 Bengt Edlén
- 1946 Jan Oort
- 1947 Marcel Minnaert
- 1948 Bertil Lindblad
- 1949 Sydney Chapman
- 1950 Joel Stebbins
- 1951 Anton Pannekoek
- 1952 John Jackson
- 1953 Subrahmanyan Chandrasekhar
- 1954 Walter Baade
- 1955 Dirk Brouwer
- 1956 Thomas George Cowling
- 1957 Albrecht Unsöld
- 1958 André-Louis Danjon
- 1959 Raymond Arthur Lyttleton
- 1960 Viktor Amazaspovič Ambarcumjan
- 1961 Herman Zanstra
- 1962 Bengt Georg Daniel Strömgren
- 1963 H. H. Plaskett
- 1964 Martin Ryle, Maurice Ewing
- 1965 Edward Bullard, G. M. Clemence
- 1966 Ira Sprague Bowen, Harold Urey
- 1967 Hannes Alfvén, Allan Sandage
- 1968 Fred Hoyle, Walter Munk
- 1969 A. T. Price, Martin Schwarzschild
- 1970 Horace Welcome Babcock
- 1971 F. Press, Sir Richard van der Riet Woolley
- 1972 H. I. S. Thirlaway, Fritz Zwicky
- 1973 F. Birch, Edwin Ernest Salpeter
- 1974 Ludwig Biermann, K. E. Bullen
- 1975 Jesse Leonard Greenstein, Ernst Öpik
- 1976 William H. McCrea, J. A. Ratcliffe
- 1977 D. R. Bates, John Gatenby Bolton
- 1978 Lyman Spitzer, James Van Allen
- 1979 Leon Knopoff, C. G. Wynne
- 1980 C. L. Pekeris, Maarten Schmidt
- 1981 J. F. Gilbert, Sir Bernard Lovell
- 1982 Riccardo Giacconi, Sir Harrie Massey
- 1983 M. J. Seaton, Fred Lawrence Whipple
- 1984 S. K. Runcorn, Jakov Borisovič Zel'dovič
- 1985 Thomas Gold, Stephen Hawking
- 1986 G. E. Backus, A. Dalgarno
- 1987 Takesi Nagata, Martin Rees
- 1988 D. L. Anderson, C. de Jager
- 1989 R. Hide, K. A. Pounds
- 1990 J. W. Dungey, B. E. J. Pagel
- 1991 Vitalij Lazarevič Ginzburg, G. J. Wasserburg
- 1992 D. P. McKenzie, Eugene Parker
- 1993 Peter Goldreich, Donald Lynden-Bell
- 1994 James E. Gunn, T. R. Kaiser
- 1995 J. Houghton, Rašid Alievič Sjunjaev
- 1996 K. Creer, Vera Rubin
- 1997 D. Farley, Donald Edward Osterbrock
- 1998 R. L. Parker, Jim Peebles
- 1999 K. Budden, Bohdan Paczyński
- 2000 L. Lucy, R. Hutchinson[2]
- 2001 Hermann Bondi, H. Rishbeth
- 2002 Leon Mestel, J. A. Jacobs
- 2003 John Bahcall, D. Gubbins
- 2004 Jeremiah Ostriker, Grenville Turner
- 2005 Margaret Burbidge, Geoffrey Burbidge, Carole Jordan
- 2006 Simon White, S. W. H. Cowley
- 2007 J. L. Culhane, Nigel O. Weiss
- 2008 Joseph Silk, B. Kennett
- 2009 David A. Williams, Eric Priest[3]
- 2010 Douglas Gough, John Woodhouse[4]
- 2011 Richard Ellis, Eberhard Gruen[5]
- 2012 Andy Fabian, John Brown[6]
- 2013 Roger Blanford, Chris Chapman[7]
- 2014 Carlos Frenk, John Zarnecki[8]
- 2015 Michel Mayor, Mike Lockwood
- 2016 John David Barrow, Philip England
- 2017 Nick Kaiser, Michele Dougherty
- 2018 James Hough, Robert White
- 2019 Robert Kennicutt, Margaret G. Kivelson
- 2020 Sandra Moore Faber, Yvonne Elsworth
- 2021 Jocelyn Bell Burnell, Thorne Lay
- 2022 George Efstathiou[9]
- 2023 John A. Peacock, Tim Palmer [10]

## Medaglie d'Argento
Questo tipo di medaglia fu attribuito solamente in due occasioni.
- 1824 Charles Rümker, Jean-Louis Pons
- 1827 William Samuel Stratford, Col. Mark Beaufoy

## Medaglie testimoniali del 1848
- George Biddell Airy
- John Couch Adams

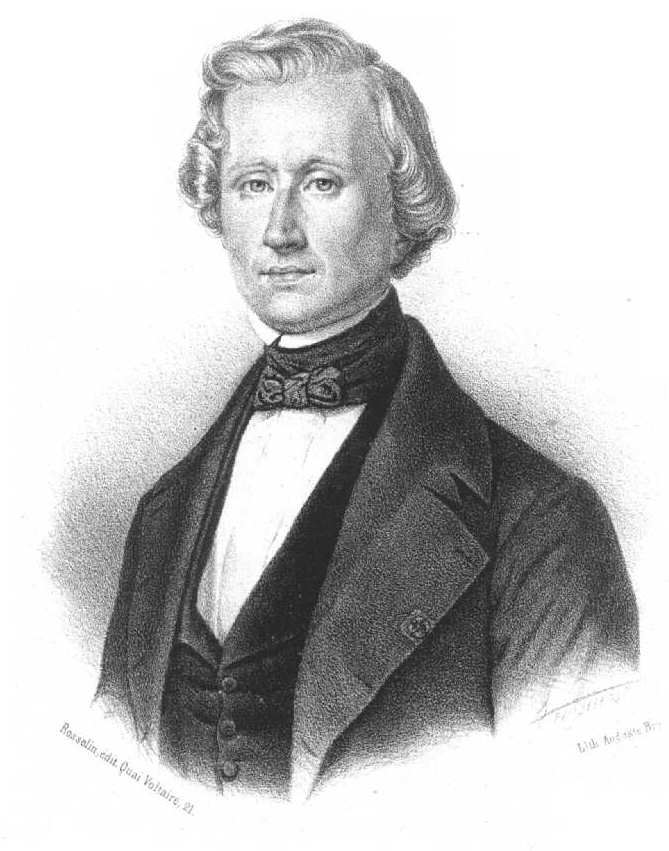
Urabain Le Verrier oltre alla "Testimonial medal" del 1848, ha ricevuto anche la Medaglia d'oro nel 1868 e nel 1876.

- Friedrich Wilhelm August Argelander
- George Bishop
- George Everest
- John Herschel
- Peter Andreas Hansen
- Karl Ludwig Hencke
- John Russell Hind
- Urbain Le Verrier
- John William Lubbock
- Maxmilian Weisse